# Actividad eléctrica sin pulso
La actividad eléctrica sin pulso (AESP), también conocida como disociación electromecánica, es un tipo de parada cardiorrespiratoria en donde hay una «actividad eléctrica cardiaca organizada», pero no un «pulso arterial palpable». En condiciones no patológicas, tras la excitación eléctrica de las células cardíacas, se produce la contracción mecánica del corazón.
En esta condición, el paciente puede presentar una repentina pérdida de la conciencia, un ritmo sinusal normal, pero sin pulso palpable o ruidos cardiacos audibles. En el AESP, hay actividad eléctrica, pero el corazón no se contrae o no hay un gasto cardíaco suficiente para generar pulso. La reanimación cardiopulmonar (RCP) es el primer tratamiento del AESP, mientras las causas subyacentes son identificadas y tratadas. Pueden administrarse diversos medicamentos.

## Diagnóstico
La ausencia de signos circulatorios confirma el diagnóstico de parada cardiorrespiratoria. No obstante, la única forma de diferenciar la actividad eléctrica sin pulso de otros ritmos es mediante un electrocardiograma (ECG/EKG). En la AESP, «puede presentarse un ritmo sinusal normal, o una taquicardia sinusal, con ondas P distinguibles y complejos QRS». En algunos casos, se presenta bradicardia. Las características del ECG en la AESP son distinguibles de la «caótica actividad miocárdica» observable en la fibrilación ventricular o en la taquicardia ventricular o la «línea plana» en la asistolia.

## Causas
La actividad eléctrica sin pulso puede ser producida por diversas causas, entre las que se encuentran: la «disminución de la energía cardíaca o acidosis ocasionadas por isquemia o hipoxia», hipercalemia o hipocalcemia, hipotermia y sobredosis. Además de hipovolemia, taponamiento cardíaco, neumotórax, tromboembolismo pulmonar masivo hipoglucemia, o traumatismos.

## Tratamiento
La identificación y tratamiento de la causa subyacente es una parte importante del tratamiento de la AESP. La desfibrilación no es benéfica para estos pacientes. Es necesaria una reanimación cardiopulmonar (RCP) de «alta calidad con mínimas interrupciones»: 30 compresiones torácicas a una velocidad de 100 a 120 por minuto intercaladas con 2 ventilaciones. También se pueden administrar medicamentos, como adrenalina. Puede ser necesaria la intubación endotraqueal.

### Pronóstico
El pronóstico para los pacientes con esta condición es «desalentador». Eisenberg y Mengert (2001) señalan que, en términos generales, la supervivencia al alta hospitalaria es del uno al cuatro por ciento. Por su parte, en un estudio con 11 963 adultos con AESP, solo el 11% sobrevivieron y, de esos, solo 62% mostraron resultados neurológicos positivos. Estas cifras empeoran si se trata de una AESP fuera del hospital. En un estudio con 1000 personas, solo el 15% fue hospitalizado y, de ellos, solo el 2.4% se dio de alta.